# Contea di Anyuan
La contea di Anyuan (安远县S, Ānyuǎn XiànP) è una contea della Cina, situata nella provincia di Jiangxi e amministrata dalla prefettura di Ganzhou.